# 2050-talet
2050-talet kommer att bli ett decennium som startar 1 januari 2050 och slutar 31 december 2059.

## Relevanta spekulationer och händelser
- Jordens folkmängd beräknas vara 9,8 miljarder människor, enligt United Nations Population Division.[1]
- Den franska demografen Emmanuel Todd förutspår att hela världens folkmängd kommer att vara statisk vid 2050.[2]
- FN förutsåg 2009 att Storbritannien kan komma att ha flest invånare 2050 av dåtidens EU-länder.[3]
- 9 november 2052 – Merkuriuspassage.